# Eremobates clarus
Eremobates clarus är en spindeldjursart som beskrevs av Muma 1989. Eremobates clarus ingår i släktet Eremobates och familjen Eremobatidae. Inga underarter finns listade i Catalogue of Life.